# ブラッサム
『ブラッサム』は、2026年（令和8年）度後期に放送予定のNHK「連続テレビ小説」第115作の日本のテレビドラマである。宇野千代をモデルとするが、原作はなくフィクションとして制作される。

## 制作
2025年（令和7年）5月29日に、脚本は櫻井剛が担当し主演を石橋静河が担当することが発表された。

## 登場人物

### 主人公
葉野珠（はの たま）
演 - 石橋静河
今作の主演。宇野千代がモデル。

## スタッフ
- 作 - 櫻井剛
- 制作統括 - 村山峻平、櫻井壮一
- 制作 - NHK大阪